# Rhynchocypris percnurus
Rhynchocypris percnurus е вид лъчеперка от семейство Шаранови (Cyprinidae).

## Разпространение
Видът е разпространен в Беларус, Германия, Казахстан, Китай, Монголия, Полша, Русия, Северна Корея, Украйна, Чехия, Южна Корея и Япония.